# Ptak z Sakkary

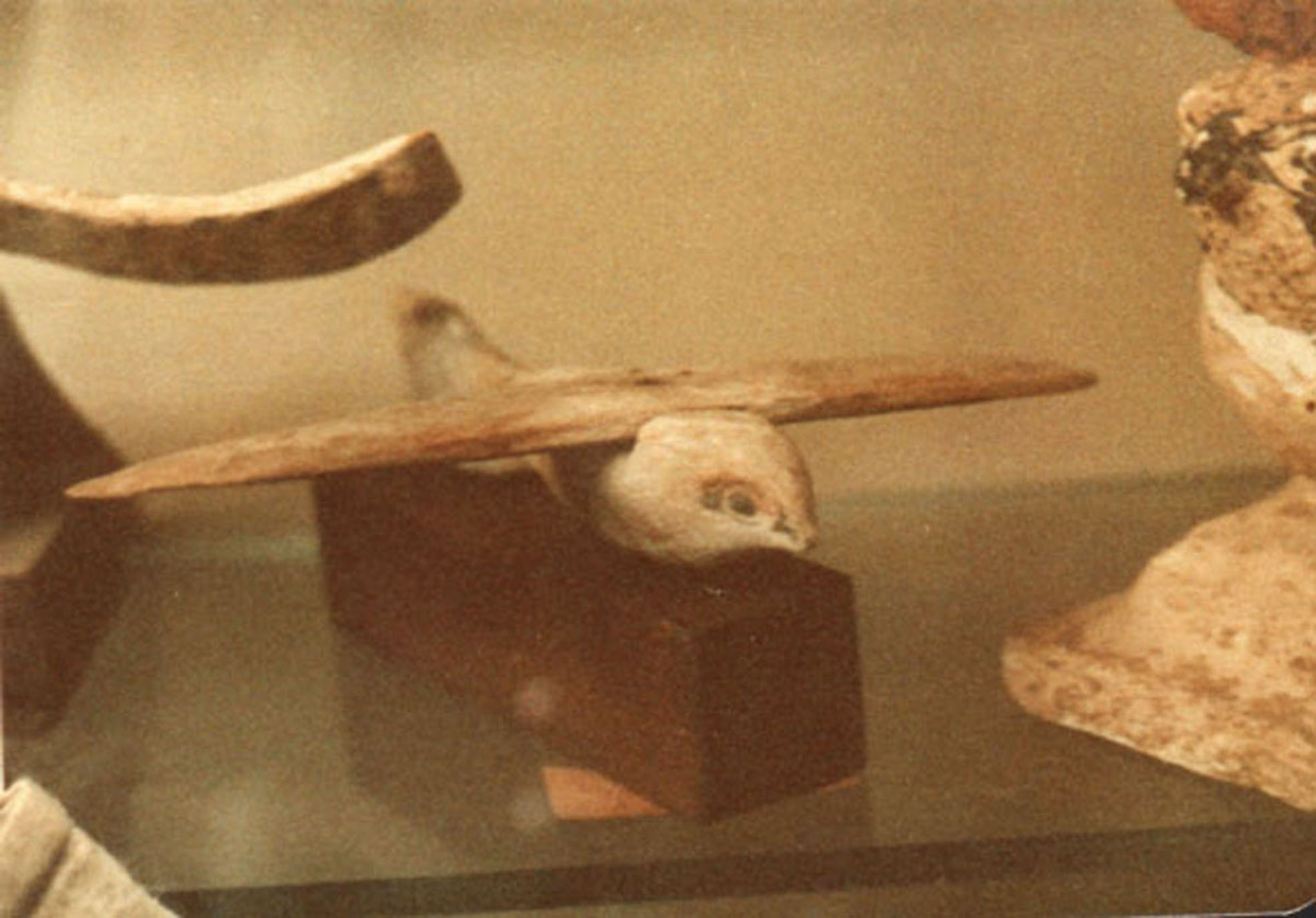
Ptak z Sakkary

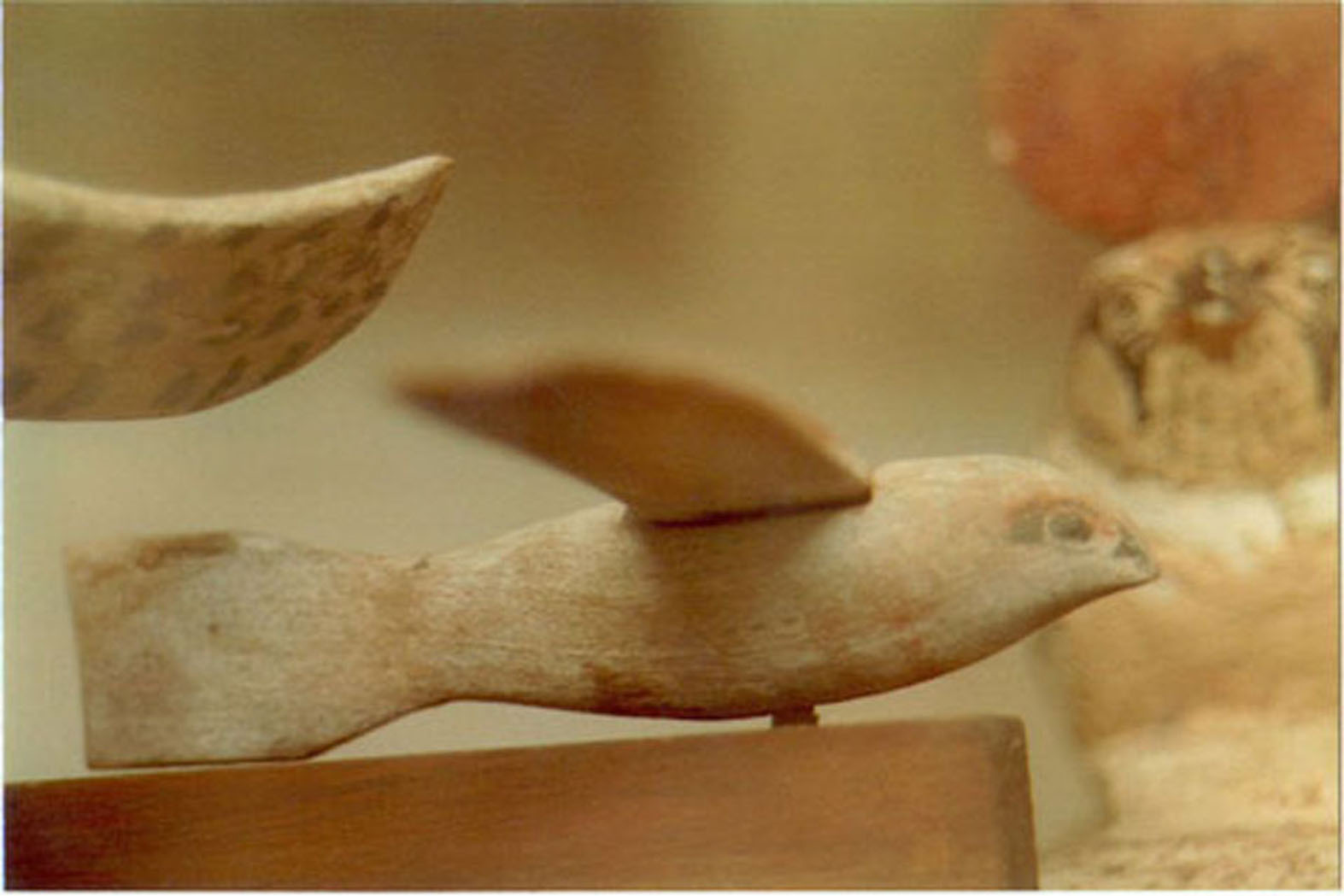

Ptak z Sakkary – artefakt w kształcie ptaka wykonany z drewna sykomory, odkryty w 1898 podczas prac w grobowcu Pa-di-Imen, w Sakkarze, w Egipcie. Przedmiot datowany na rok 200 p.n.e. przechowywany jest w Muzeum Egipskim w Kairze. Rozpiętość skrzydeł figurki wynosi 180 mm, a masa – 39,12 g. Jego funkcja nie jest dokładnie znana ze względu na słabą dokumentację dotyczącą okresu, z którego pochodzi.
Według jednej z hipotez ptak z Sakkary może być przedmiotem wykorzystywanym podczas ceremonii, przypomina bowiem sokoła, którego wizerunek reprezentował kilku ważniejszych bogów z mitologii egipskiej, szczególnie bogów Horusa i Ra. Inne hipotezy mówią o zabawce dla dzieci z wyższych sfer lub wiatrowskazie. Możliwe, że figurka była używana jako rodzaj bumerangu – w starożytnym Egipcie łowiono ptactwo wodne przez rzucanie w nie patykami. Messiha w swoim artykule stwierdził, że po dodaniu do ogona statecznika poziomego rzucony ptak z Sakkary był w stanie przelecieć kilka jardów (1 jard ≈ 0,91 m). Nie zgadza się z tym Martin Gregorie, budowniczy modeli samolotów, który wykonał podobny model z balsy, a efekty po próbie rzucenia modelem uznał za mierne. Ptak z Sakkary zyskał uwagę zwolenników poglądu o starożytnych astronautach, zdaniem których przypomina starożytny szybowiec czy samolot.